# Rejon nadwórniański
Rejon nadwórniański (ukr. Надворнянський район) – jednostka administracyjna Ukrainy, w składzie obwodu iwanofrankiwskiego. Głównym miastem jest Nadwórna.
Rejon został utworzony 17 lipca 2020 w związku z reformą podziału administracyjnego Ukrainy na rejony.

## Podział administracyjny rejonu
Rejon nadwórniański od 2020 roku dzieli się na terytorialne hromady:
- Hromada Worochta
- Hromada Delatyn
- Hromada Łanczyn
- Hromada Nadwórna
- Hromada Pasieczna
- Hromada Przerośl
- Hromada Polanica
- Hromada Jaremcze